# Granö, Lovisa
Granö är en ö i Finland. Den ligger i Finska viken och i kommunen Lovisa i den ekonomiska regionen  Lovisa i landskapet Nyland, i den södra delen av landet. Ön ligger omkring 66 kilometer öster om Helsingfors.
Öns area är 30,7 hektar och dess största längd är 0,9 kilometer i nord-sydlig riktning. Ön höjer sig omkring 30 meter över havsytan.